# Dramscha

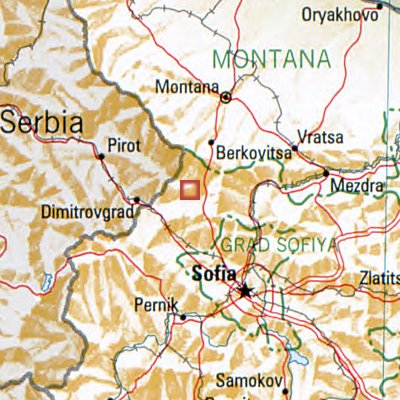
Dramscha – Bulgarien – Nachbarorte: Sofia, Berkowiza, Mesdra, Dimitrovgrad, Pirot

Dramscha (kyrillisch: Дръмша) ist ein Dorf in der Gemeinde Kostinbrod, Oblast Sofia, im Westen Bulgariens.

## Geographie
Das Dorf liegt auf einer Höhe von durchschnittlich 840 m, etwa 30 km nordwestlich von Sofia im westlichen Balkangebirge entfernt. Es besteht aus zwei Teilen, dem „alten Dorf“ (старо село) und dem „neuen Dorf“ (ново село).

## Bevölkerung
Noch in den 1960er Jahren lag die Einwohnerzahl auf um die 1000 Bewohner, ist jedoch, wie in vielen bulgarischen Dörfern, gesunken, auf nur 57.

## Galerie

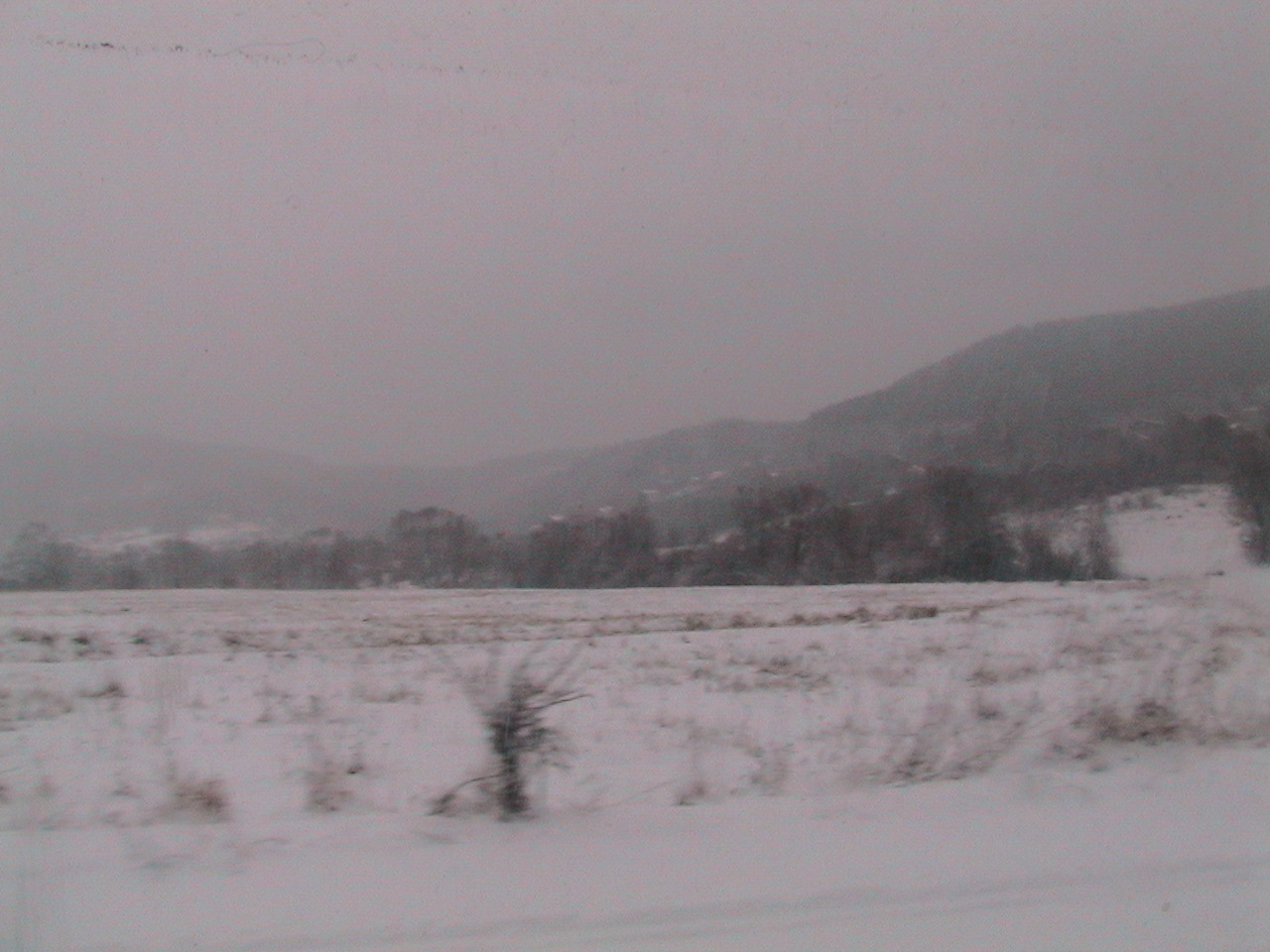
Winter im Dramscha
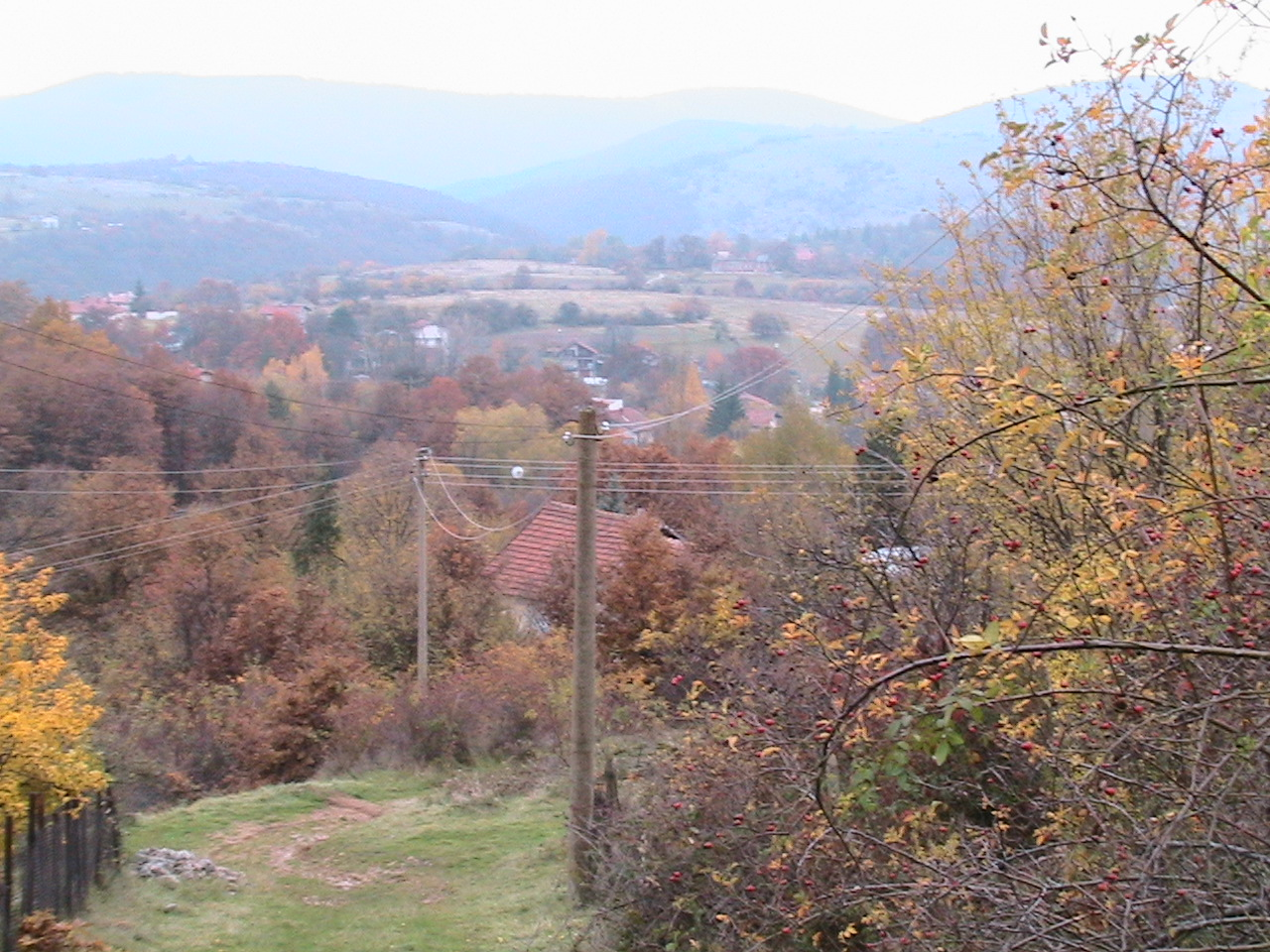
Das neue Dorf
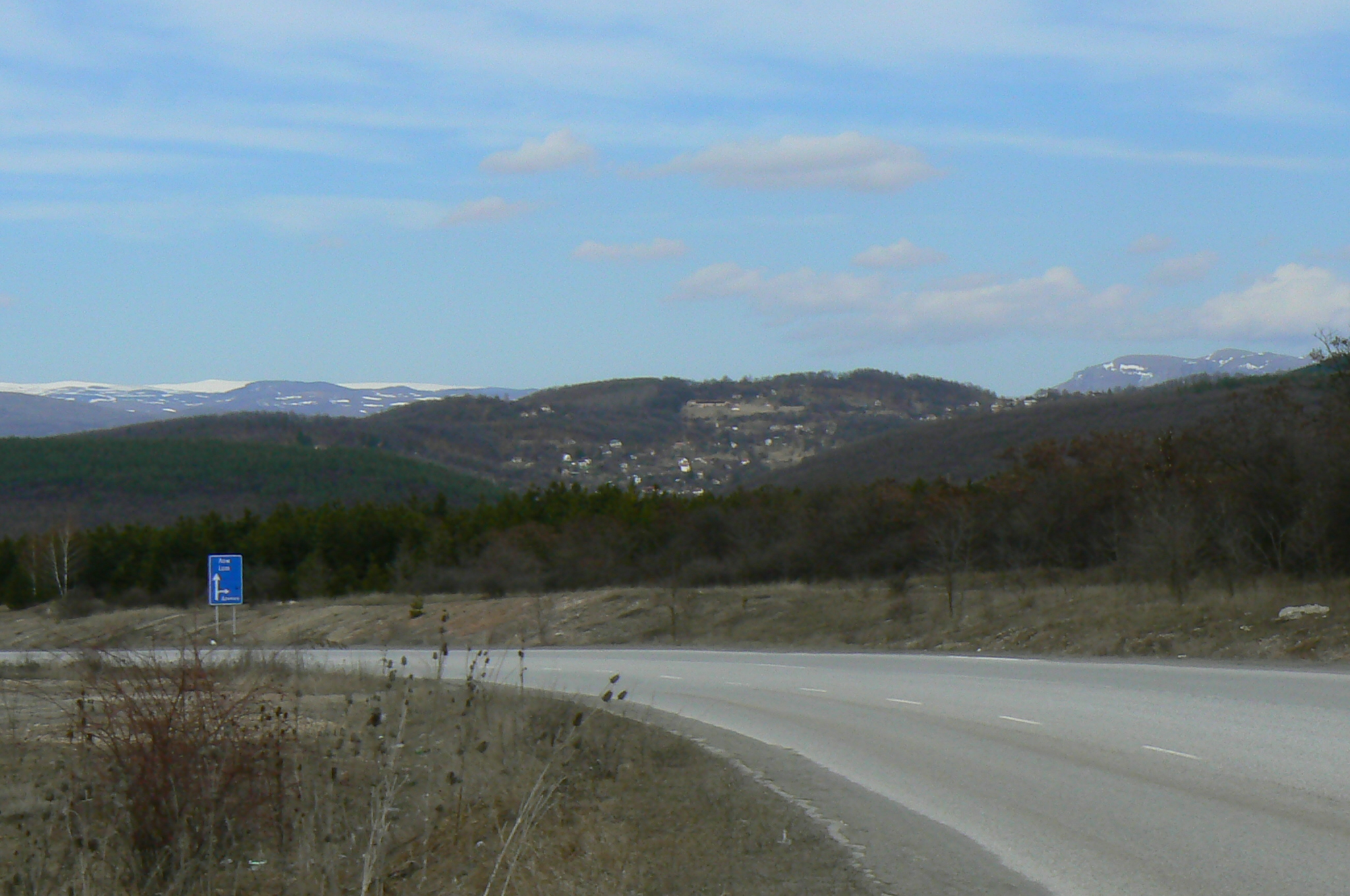
Blick von der Nationalstraße 81 zum Dorf